# McNair-Nunatak
Der McNair-Nunatak ist ein kleiner, definierter und 855 m hoher Nunatak im ostantarktischen Mac-Robertson-Land. Er ragt 19 km östlich des zentralen Teils der Masson Range und 8 km südsüdöstlich des Russell-Nunataks auf.
Erstmals gesichtet wurde er im November 1954 von einer Mannschaft im Rahmen der Australian National Antarctic Research Expeditions unter der Leitung von Robert George Dovers (1921–1981). Das Antarctic Names Committee of Australia benannte ihn nach Richard George McNair, Koch auf der Mawson-Station im Jahr 1955.